# CD

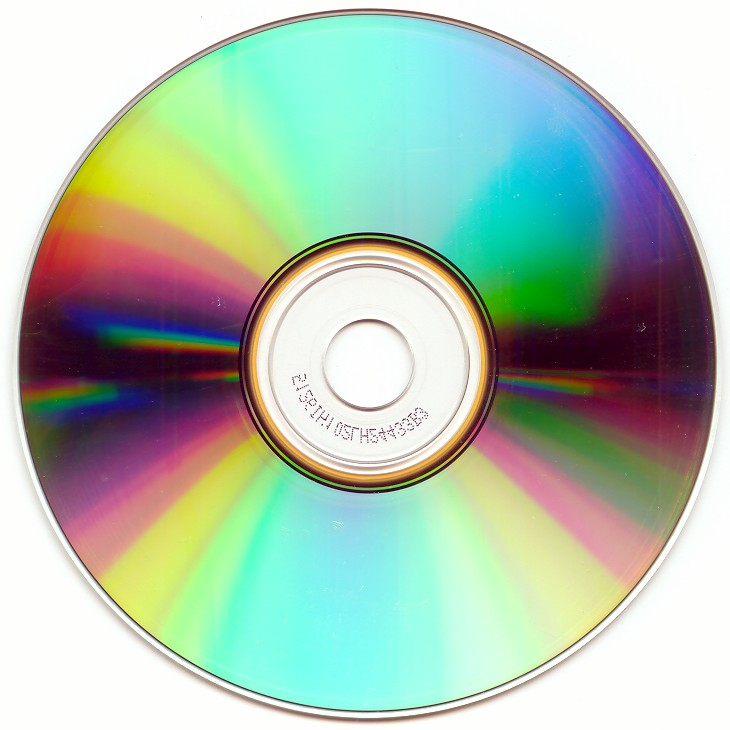
CD-lemez alsó, „írott” oldala

A CD (a Compact Disc rövidítése, vagy magyarul kompaktlemez) általában mintegy 650-700 MB (Megabyte) kapacitású optikai tároló, amely hang, kép, valamint adat digitális formátumú tárolására használatos. Az első kereskedelmi forgalomba került CD lemezt 1982. augusztus 17-én gyártották.

## Műszaki specifikációk, a CD-k fajtái
Méreteit tekintve a CD általában 120 mm átmérőjű, és 1,2 mm vastag. Ritka ugyan, de léteznek a Mini–CD lemezek, 80 mm-es átmérővel. Legelőször 115 mm volt a szabvány, azonban 1982 után a 120 mm-es lemezek jöttek forgalomba.
Az írható CD-ken az információt a polikarbonát hordozó alatt elhelyezkedő nagyon vékony, filmszerű szerves festékrétegbe égetik be. Erre a célra infravörös (780 nm-es) lézerdiódákat alkalmaznak. Ezek fényét fókuszálva a festékrétegben maradandó, kis tűszerű kráterek (pitek), elváltozások keletkeznek.
Az információ kiolvasása szintén lézerfény segítségével történik, csak csökkentett energiaszinttel.
A lemez információhordozó-rétegéről visszaverődő fényt az optoelektronikai fejegység érzékeli és dolgozza fel. Amikor az olvasófej egy pit felett van, akkor csökkent fényintenzitást érzékel, mivel a fókuszált lézerfény pitről visszaverődő része gyengítő interferenciába lép a környező landról visszaverődő fénnyel. Land fölött a fény nagymértékben visszaverődik. A CD kódrendszerében a pit-land vagy land-pit átmenet (azaz a fényerősség hirtelen változása) jelenti az 1-et, az átmenet hiánya (amikor nem változik a visszavert fény mennyisége) pedig a 0-t.
A CD-k – fizikai felépítésük szerint – a következők szerint csoportosíthatók:
- préseléssel készült (csak olvasható)
- CD-R (egyszer írható)
- CD-RW (újraírható, azaz letörölhető és rá új adatok írhatók)

A tartalom alapján a következő fajták léteznek:
- CD-DA (CD-Digital Audio, hanganyag tárolására, általában zenei albumokat tartalmaz)
  - CD+G (CD+Graphics)
  - CD+MIDI
  - CD Text (a hanganyag mellett szöveges album és száminformációkat is tartalmaz(hat))
  - CD-Extra (más néven Cd Plus, hanganyagot és – általában ehhez kapcsolódó – számítógépes adatokat is tartalmaz)
  - HDCD (High Definition CD)
- CD-ROM (adatok tárolására)
  - CD-ROM/XA
    - CD-i (interaktív CD)
    - PhotoCD
    - VideoCD (film tárolására alkalmaz, nem azonos a DVD-vel!)
    - SVCD (Super VideoCD)

A CD-n az adatokat a hanganyagtól némileg eltérő módon tárolják.
A CD megalkotásakor az egyik legnagyobb probléma a hibás bájtok kiszűrése volt. Ennek érdekében minden bájtot egy táblázat szerint egy 14 bites sorozatra cserélnek (EFM). Ezzel nem csupán ellenőrizni lehet az adat sértetlenségét, de a módszer garantálja, hogy ne követhesse egymást túl sok (10-nél több) nulla bit (mivel akkor az olvasófej „elszámolhatná” magát). Mivel a lemez 8 bit hasznos adatot 14 bit alakjában tárol, a tárolás redundanciája magas, 43%-os.
- Az audió CD-k lejátszása úgy történik, hogy a beolvasott adatot keresztülfuttatják egy digitális-analóg átalakítón (DAC), ami egy számból egy adott nagyságú feszültséget produkál.

A CD-k az idő során nem csupán tárolóképességükben, hanem szerkezetileg is sokat fejlődtek. Amikor megjelentek az újraírható CD-k, az olvasófejeken is változtatni kellett. Ezeknél ugyanis olyan lemezanyagot kell használni, amely törölhető, azaz képes visszanyerni eredeti állapotát.
Az újraírható CD-k felülete tükröződő és egy különleges festékkel van bevonva. Az írónak három, különböző erősségű lézersugárral kell rendelkeznie. A leggyengébb az olvasó lézer, amely nem változtatja meg a CD-t. A legerősebb az író lézer, ez annyira felmelegíti a festékréteget, hogy az opálossá válik, így később a lézersugár nem tud visszaverődni a CD felületéről. A törlő lézer erőssége a másik kettőé között van, és csak annyira melegíti fel a CD-t, hogy amikor a felső réteg lehűl, átlátszó maradjon.
- Ezeknek a CD-knek az egyesei és a nullái kevésbé térnek el egymástól, mint az egyszer írhatóknál, így olvasásuk valamivel bonyolultabb. Az olvasónak érzékenyebbnek kell lennie és először be kell magát kalibrálnia a CD elején található szakaszokkal.[forrás?]

A CD-ROM (angol: Compact Disc Read Only Memory) kb. az 1980-as évek végén piacra dobott univerzális adathordozó, illetve médialemez.
Csak olvasható (véglegesített) adathordozó. Két technológiával készülhet:
1. Gyári préselt lemez: Általában nagy sorozatban készült lemezek (például műsoros audió CD). Az adathordozó rétegbe sablonnal préselik a jeleket.
2. Otthon készített: Számítógépes, illetve asztali CD- vagy DVD-íróval készül. Az adathordozó rétegbe lézerrel égetik a jeleket.

A CD-lejátszókat kezdetben úgy tervezték, hogy a tárcsa percenként 200-530 fordulatot tett meg az olvasófej alatt. Ezeket nevezték el később 1x-es (egyszeres) CD meghajtónak. 
Később ugyanis a gyorsabb adatátvitel kedvéért kitalálták a dupla sebességgel forgó CD-t, amelynek így már a 2x-es elnevezés illett.
A technika előrehaladásával megjelentek a 20x-os CD-k, melyek már 4000–6360 fordulatot tettek meg percenként. Ez már komoly fordulatszám, de itt még nem ért véget a fejlődés. Hogy az adatok még gyorsabban bekerülhessenek a számítógépbe, már az 52x-es CD sem volt ritkaság. Ennek fordulatszáma pedig 10 700 percenként. Tudva, hogy egy CD-lemez 12 centiméter átmérőjű, a kerületi sebesség ennél a fordulatszámnál már 242 km/óra, egy versenyautó sebessége (ilyen sebességgel egy óra alatt el lehetne jutni Budapestről Debrecenbe).
| Sebesség | Olvasási sebesség | Elérési idő |
| -------- | ----------------- | ----------- |
| 1X       | 150 kB/s          | 400–600 ms  |
| 2X       | 300 kB/s          | 200–400 ms  |
| 3X       | 450 kB/s          | 180–240 ms  |
| 4X       | 600 kB/s          | 150–220 ms  |
| 6X       | 900 kB/s          | 140–200 ms  |
| 8X       | 1200 kB/s         | 120–180 ms  |
| 10X      | 1500 kB/s         | 100–160 ms  |
| 12X      | 1800 kB/s         | 90–150 ms   |
| 16X      | 2400 kB/s         | 80–120 ms   |
| 20X      | 3000 kB/s         | 75-100 ms   |
| 24X      | 3600 kB/s         | 70–90 ms    |
| 32X      | 4800 kB/s         | 70–90 ms    |
| 40X      | 6000 kB/s         | 60–80 ms    |
| 52X      | 7800 kB/s         | 60–80 ms    |

Egy CD-R lemez hasznos adattároló felületének belső átmérője kb. 4,55 cm, külső átmérője kb. 11,6 cm, vagyis az adattároló felület kb. 89 cm² területű. A lemezen nettó 700 MB adat tárolható, ez az ellenőrzőösszegekkel és szerkezeti adminisztrációs adatokkal együtt eléri az 1250 MiB méretet. Ezek alapján azt kapjuk, hogy egy CD-R lemez átlagos bruttó jelsűrűsége közel 120 Mib (megabit) cm²-enként. A 700 MB nagyjából egy 80 perces (1 óra 20 perces) zenei albumnak felel meg. Egyébként ha egy zenei kiadvány időtartama ennél hosszabb, több CD-n adják ki az adott albumot (lásd dupla album).

## Története

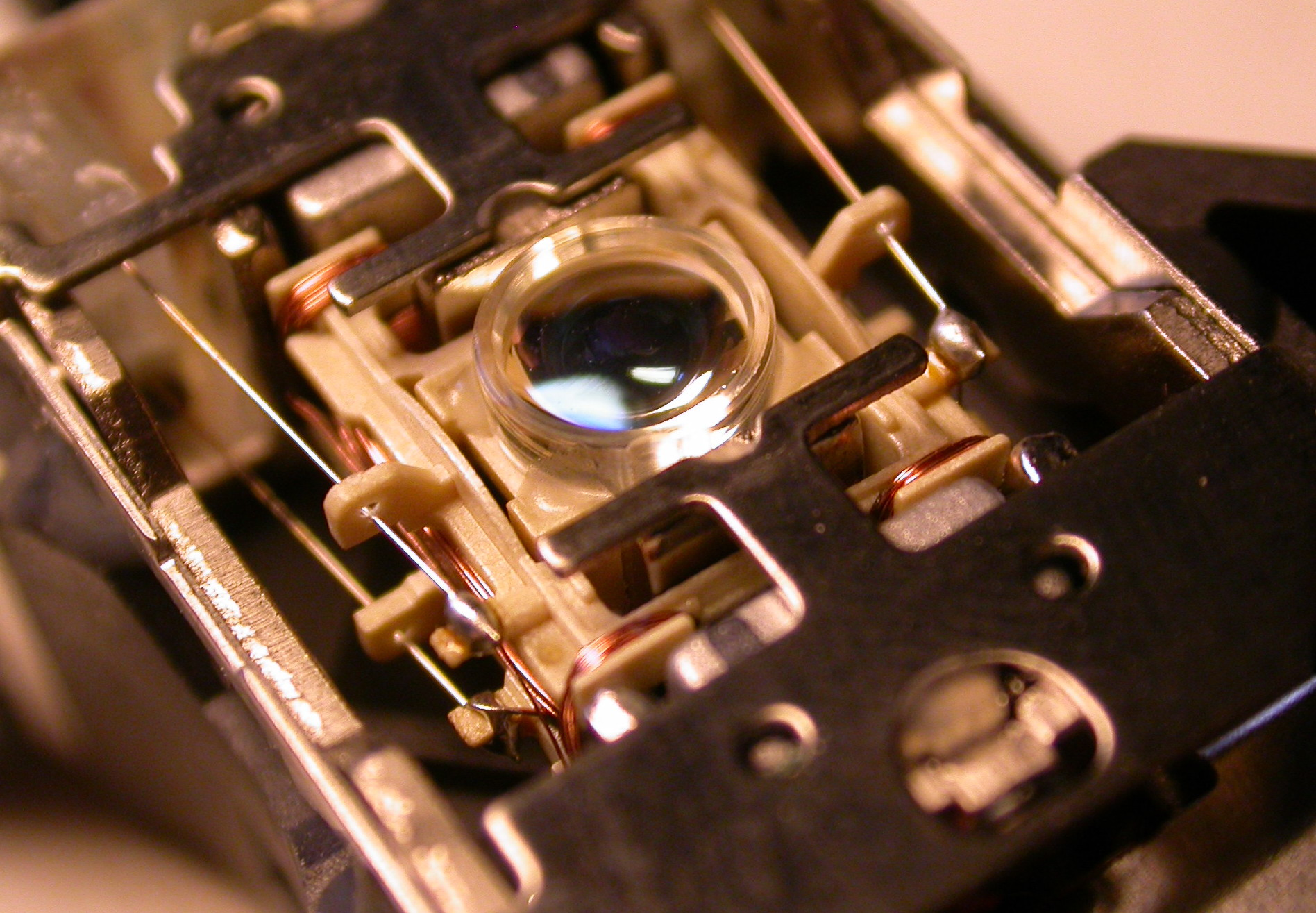
CD olvasó optikai olvasó lencséje

Kétségtelen, hogy az 1979-es év hangtechnikai szenzációja a Philips cég bejelentése volt, miszerint az év második felétől sorozatban gyártja új hanglemezét és lemezjátszóját, a lézeres letapogatású „Compact Disc”-et. A technológiai eljárást már az 1970-es évek elején kidolgozták, és még 1976-ban bejelentették. Azonban a teljes CD-gyártó apparátust és a lejátszókészülék-gyártó üzemet csak 1979-re tudták olyan helyzetbe hozni, hogy kisebb széria előállítására is alkalmas legyen.
1979-ben a Philips és a Sony egy rendkívüli képességekkel rendelkező kutatócsoportot hozott létre, az új digitális audiolemez megalkotására. A mérnökcsoport vezetői Kees Immink és Tositada Doj voltak. Több mint egyéves kutatás után a mérnökcsoport nyilvánosságra hozta az ún. „Vörös „Könyv”-et, amely a Compact Disc alapjait és struktúráját tartalmazta. A Philips szabadalmaztatta az általános gyártási eljárást, a videó LaserDisc technológiáján alapul valamint az Eight-to-Fourteen Modulation (EFM) technológiát alkalmazza, mely egyszerre nyújt hosszú lejátszási időt és magas ellenálló-képességet az ujjlenyomatokkal és karcolásokkal szemben. A Sony védjegye a hibakorrekciós eljárás, a CIRC (Cross Interleaved Reed-Solomon Code).
Egy korábbi kutatócsoportban dolgozó mérnök a Compact Disc kifejlesztését „egy közösen, sok ember által létrehozott szellemi termék létrejötteként” jellemezte.
A Compact Disc 1982 végén lépett be az ázsiai piacra. A következő év elején megjelent az amerikai és más piacokon is. Az első kereskedelmi forgalomba került CD 1982. augusztus 17-én készült el. A Philips hivatalos adatai szerint a németországi Hannoverben működő első gyártósorról az ABBA The Visitors című albumának példányai gördültek le elsőként, jóllehet a formátum kereskedelmi bevezetésére Európában március folyamán került sor (Japánban már novemberben). Ezt az eseményt a digitális audioforradalom „Big Bang”-jeként emlegetik. Az új audiolemezt hatalmas érdeklődéssel és csodálattal fogadták, különösen a komolyzene rajongói, kiváló minősége miatt. Ahogy a CD-lejátszók ára rohamosan csökkenni kezdett, úgy értek el egyre nagyobb közkedveltséget a pop- és rockzenei piacon is.
A CD-t eredetileg a vinyl hanglemezek utódaként emlegették, de inkább mint adathordozó érte el sikereit, bár karrierje elején valóban csak és kizárólag zeneszámok tárolására alkalmazták. 1985 júniusában a CD-ROM-ot (csak olvasható memória) és 1990-ben az újraírható CD-t (CD-RW) mutatta be a Sony és a Philips.
Magyarországon az Omega együttes Platina című válogatásalbumát adták ki elsőként CD-formátumban, a Hungaroton gondozásában 1988-ban.

## Az adatrögzítés technikája audió CD-knél

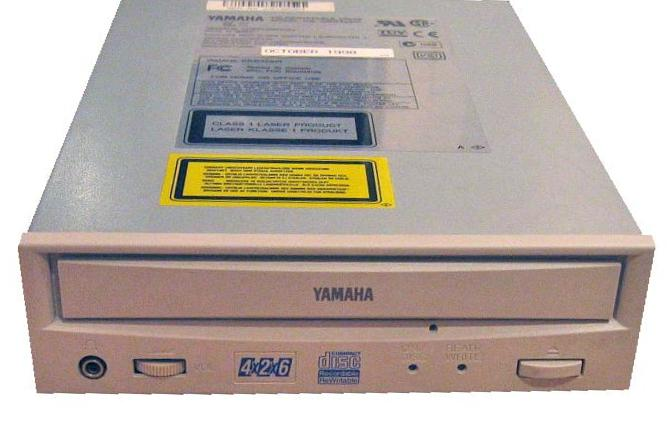
CD-RW-meghajtó (Yamaha)

Az audió CD rögzítési technikája az impulzus-kódmodulációs rendszer (PCM = Pulse Code Modulation) alapelvét követi. A lemezre rögzítendő információt – mint analóg jeleket – először mintavételezéssel és kódolással digitális jelekké alakítják át. Az így előállított impulzuskód-modulált jeleket egy mesterlemezre rögzítik argon lézersugár segítségével, amely az impulzusjeleknek megfelelő 0,1 mikrométer átmérőjű „lyukakat” éget be a lemez felületébe, körkörös spirálvonal mentén. Az audio CD felvételi és lejátszási fordulatszáma 1800 fordulat/perc. A felvételt tartalmazó mesterlemez üvegből készül és aranybevonattal van ellátva. Ez képezi a sorozatgyártás alapját. A standard mesterlemezről először galvanoplasztikai úton negatív nyomóformát készítenek, amelynek felületén kiemelkedő pontok képezik a mesterlemezbe „égetett” lyukak helyét. E préselésre használható negatív lemezről tükröző bevonattal ellátott polikarbonát (PC) lemezbe préselik be a kódolt információkat, amelyek hű tükörképei az eredeti mesterlemezen lévő információnak.
Az audió CD lejátszásához precíz felépítésű futómű és hajtómotor szükséges, amelynek fordulatszámát kvarcoszcillátoros szabályozó áramkör tartja ±0,05%-os tűréssel a névleges szinten.
A lemezen rögzített digitális jeleket optikai érzékelővel működő 2 mikrométer átmérőjű fénynyalábot kibocsátó hélium-neon lézer segítségével tapogatja le a készülék. A CD-k olvasására infravörös, 780 nm hullámhosszúságú lézert használnak. A lézerfényt egy speciális fókuszáló eszköz vetíti a lemezre, amely mindössze 1,5 mm-re van elhelyezve a fókuszáló egységtől. A körben forgó lemezen mechanikai domborulatokat és mélyedéseket sorra letapogatja a fénynyaláb, s a domborulatokról visszaverődik (ezt érzékeli az optoelektronikai elem). E folyamat során tehát a visszaverődő lézerfényt a lemez digitális jelei modulálják. Ez a modulált fény az optoeletronikai átalakítóban modulált elektromos jellé alakul át, amelyet előbb egy digitális-analóg konverterbe vezetnek, majd az így kapott jelet egy dekódoló áramkörrel alakítják sztereó hangfrekvenciás jellé.
A CD-lejátszóban kettős szervorendszer gondoskodik a kifogástalan minőségű lejátszásról.
Az egyik szervorendszer a futómű hajtómotorjának fordulatszámát vezérli, a másik pedig a lézersugár fókuszálóegységének nyomkövetését szabályozza. A nyomkövető szabályozó ±0,1 mikrométer pontossággal irányítja a lézersugarat a hanglemezen spirál alakban rögzített lyukak középpontjából kifelé, s ezek spirálmenetét követve, folyamatosan kijjebb húzza a fókuszáló egységet.
A PCM jelrögzítési és kódolási rendszerrel 2 Hz-től 20 000 Hz-ig ± 0,1 dB-en belül egyenletes, lineáris frekvenciamenet rögzíthető. Az elérhető jel-zaj viszony sztereó lemezek esetében jobb mint 85 dB, az áthallási csillapítás a két csatorna között nagyobb mint 60 dB. A teljes átviteli rendszer harmonikus torzítása kisebb mint 0,03%.

## Gyártás
A CD tömeggyártási technológiája egy hidraulikus nyomásnak nevezett eljárás alapján történik, aminek során kis műanyag granulátumokat magas hőmérséklet és jelentős nyomás hatására felhevítenek, majd ezt a forró olvadékot megfelelő formákba öntik, ahol hűlni és megszilárdulni hagyják. Amikor elérte a megfelelő hőmérsékletet, a műanyagkorongokat robotkarok segítségével emelik ki az öntőformából, és vágják bele a 15 mm-es lyukat a közepébe. Ez az eljárás eredményezi az üres CD-lemezt. Miután a fémréteg is felkerült a lemez felületére, a CD készen áll a felhasználásra.
A CD írás során nagy erejű lézerrel kezelik a felületet, amely a napjainkban már igen elterjedt CD-írókra hasonlít. Az eljárás első lépcsőjében egy negatív lemezt készítenek, mely a sokszorosítás alapjául szolgál. A továbbiakban ezt veszik alapul a gyártásban. Miután teljesen elkészül a lemez, a csomagoló üzembe kerül, ahol általában felmatricázzák, illetve a dobozát is megkapja.